# Camp de Salaspils
 (février 2022).
Si vous disposez d'ouvrages ou d'articles de référence ou si vous connaissez des sites web de qualité traitant du thème abordé ici, merci de compléter l'article en donnant les références utiles à sa vérifiabilité et en les liant à la section « Notes et références ».

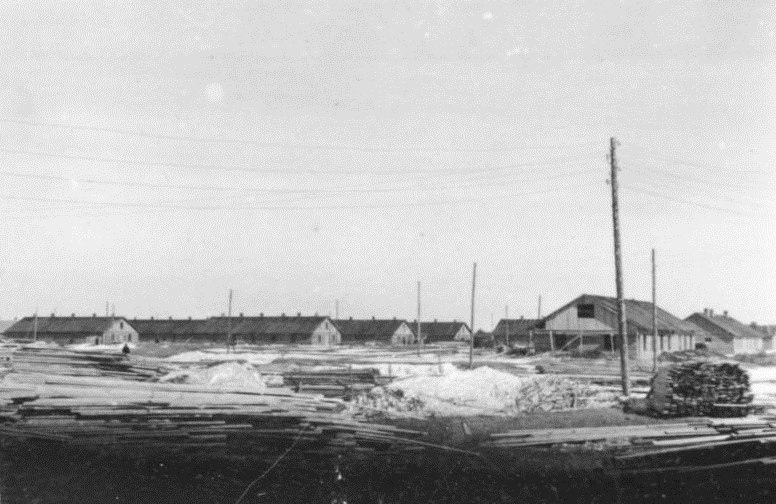
Photographie du camp de Salaspils au début de sa phase de construction.

Le camp de Salaspils, en allemand Polizeigefängnis und Arbeitserziehungslager Kurtenhof (prison de police et camp de redressement par le travail Kurtenhof) est un camp de concentration particulièrement mortifère pour des civils russes situé au nord de la ville de Salaspils, à dix-huit kilomètres au sud-est de Riga en Lettonie, que les Allemands firent fonctionner d'octobre 1941 à la fin de l'été 1944.
Officiellement, ce camp n'était pas classé comme un camp de concentration, bien qu'Himmler ait brièvement considéré en 1943 la question de l'agrandir encore dans ce but. Le camp aurait alors été placé sous l'administration de la Reichssicherheitshauptamt (office central de la sécurité du Reich). Il s'agissait d'un camp constitué de deux entités : la première autour d'un petit camp de travail destiné aux prisonniers soviétiques et aux prisonniers politiques originaires des pays baltes, de Bohême, du sud de l'Allemagne et de l'Autriche. Quelques Juifs y furent aussi détenus. La deuxième entité fonctionna à partir de 1942 et fut destiné aux populations civiles soviétiques originaires de régions favorables aux partisans, parmi lesquelles plus d'un tiers de Juifs. Environ cinquante mille personnes soviétiques y trouvèrent la mort.

## Historique

### Camp de prisonniers de guerre et prisonniers politiques
Le Sturmbannführer SS Rudolf Lange ordonne la construction de ce camp à l'automne 1941, mais c'est l'Obersturmführer SS Gerhard Maywald qui mène le projet à exécution. Le camp de Salaspils est terminé en octobre 1941 pour détenir d'abord des prisonniers soviétiques emprisonnés depuis juillet 1941 au stalag 350/Z de Riga. Ce sont ces prisonniers de guerre qui construisent eux-mêmes les baraquements de planche et l'ensemble du camp comprenant une quarantaine de baraques. S'y ajoutent rapidement des déportés de Bohême et quelques juifs qui sont destinés au camp de Jungfernhof. L'encadrement est constitué d'officiers SS allemands et de gardiens de camp et policiers lettons. Il est dirigé au début par l'Allemand Richard Nickels, puis par Kurt Krause.
Le camp est bien placé sur la ligne de chemin de fer Riga-Dünaburg. Les premiers arrivages de juifs qui proviennent d'Allemagne et doivent être destinés à la région de Minsk en octobre 1941 ne peuvent être déportés à Kurtenhof, qui n'est pas encore prêt, le sont au ghetto de Riga et au camp de concentration de Jungfernhof à trois kilomètres de Riga, qui fonctionna de décembre 1941 à mars 1942.
Presque un millier de juifs est directement amené du ghetto de Riga pour agrandir le camp à la mi-janvier et retourne ensuite au ghetto. La plupart de victimes transitent par la gare de Šķirotava à Riga (ligne Riga-Krustpils) et dépouillés de leur bagages contenant les vêtements chauds. Un grand nombre meurt de froid et de faim.  
Il est décidé quelques semaines plus tard en février d'agrandir encore le camp pour une capacité de quinze mille détenus. Ce deuxième camp est construit à deux kilomètres du premier (dont le noyau est le Stalag 350/Z) et couvre une surface de trente hectares. La structure du camp change donc à partir de mai 1942, lorsque ce sont des civils soviétiques qui commencent à arriver. 
Les conditions de froid, de faim et d'épidémie, les tortures provoquent un taux de mortalité particulièrement élevé chez les prisonniers de guerre soviétiques et les habitants paisibles. À la fin de 1942 s'y trouvent en majorité des prisonniers politiques qui proviennent directement des cachots de police sans aucun procès, et seulement une douzaine de Juifs. Il y a environ deux mille détenus en tout dans cette partie du camp.
La plupart proviennent des régions baltes, ce sont des Lettons soupçonnés d'être partisans des Soviétiques, des vieux-croyants russes,  des instituteurs baltes, biélorusses, russes, ukrainiens, des communistes, les prisonniers de guerre soviétiques, des résistants de diverses nationalités, mais surtout les enfants entre 0 et 12 ans.

### Camp d'extermination de population civile soviétique
La structure du camp change complètement en mai 1942 et surtout au début de l'année 1943 (entre février et avril 1943), lorsque des civils soviétiques venus des campagnes et des villes considérées comme zones favorables aux partisans commencent à arriver dans ce camp. Il en est ainsi par exemple des populations raflées au cours de l'opération Winterzauber menée par Jeckeln à la limite de la Biélorussie et de la Russie. Deux mille deux cent quatre-vingt-huit déportés commencent à arriver au premier trimestre 1943 auxquels il faut ajouter les deux mille prisonniers de guerre et politiques arrivés depuis la fin 1941. Fin mars, ils sont douze mille. Les enfants de moins de six ans sont séparés de leurs mères et meurent dans des baraques à part au bout de deux ou trois jours de faim ou de froid.
Il y a également parmi eux plus d'un millier d'enfants ou jeunes adolescents qui ont été séparés de leurs familles et qui sont considérés comme enfants des rues, la plupart sont destinés au camp de redressement de Litzmannstadt (Łódź), où beaucoup trouvent la mort.
Selon les archives, ce sont douze mille enfants qui ont trouvé la mort dans ce camp, et certains des suites d'expériences pseudo-médicales effectuées par le docteur Meisner. La plupart des civils meurent de typhoïde, de froid, de faim, tortures, travail épuisant et souvent inutile.

## Après la guerre

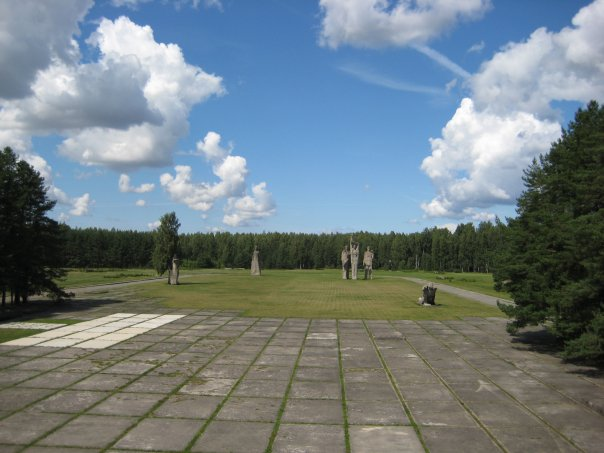
Le mémorial en 2008.

La république socialiste soviétique de Lettonie a fait édifier en 1967 un mémorial de pierre à l'emplacement du camp avec de grandes statues et des blocs de pierre dans un parc entretenu au milieu de la forêt de pins. Le discours mémoriel alors tenu est en totale conformité avec l'idéologie soviétique : il n'est pas fait mention du fait que le camp ait servi à l'internement de prisonniers allemands en 1945 ; la présence de chambres à gaz et d'un crématorium est affirmée, alors que le camp est construit sur le modèle de Dachau plutôt que celui d'Auschwitz ; la part des Juifs tués dans ce camp est minorée, la Shoah étant effacée derrière une approche propagandiste à la gloire de la résistance soviétique. (Bayou, Céline,  et Eric Le Bourhis. « Rendez-vous manqué entre histoire et mémoire.  Le camp de concentration de Salaspils en Lettonie », Le Courrier des pays de l'Est, vol. 1064, no. 6, 2007, pp. 65-76. https://www.cairn.info/revue-le-courrier-des-pays-de-l-est-2007-6-page-65.htm)                                                

## Dans la République de Lettonie
Son indépendance une fois retrouvée, la République de Lettonie a pu enfin rompre avec la présentation soviétique des atrocités commises dans ce camp par les nazis. Cela a pu faire dire, de manière tendancieuse, qu'elle refusait tout bonnement de le reconnaître comme un lieu d'extermination. Le retour à une approche plus scientifique ne s'est donc pas fait sans heurt, creusant un fossé entre l'image - en partie vraie, mais en partie seulement - colportée des décennies durant par la propagande soviétique, et le consensus qui prévaut entre les historiens d'aujourd'hui, plus avides d'exactitude en matière de chiffres et d'origine des victimes dans le contexte général de l'étude de la Shoah. C'est en parlant de cet écart que Céline Bayou et Eric Le Bourhis ont pu évoquer un "rendez-vous manqué entre histoire et mémoire" (référence plus haut).  